# Marianthus granulatus
Marianthus granulatus är en tvåhjärtbladig växtart som beskrevs av George Bentham. Marianthus granulatus ingår i släktet Marianthus och familjen Pittosporaceae. Inga underarter finns listade.